# Sauropus trachyspermus
Sauropus trachyspermus là một loài thực vật có hoa trong họ Diệp hạ châu. Loài này được (F.Muell.) Airy Shaw miêu tả khoa học đầu tiên năm 1980.